# 新宿区立西戸山小学校
新宿区立西戸山小学校（しんじゅくくりつ にしとやましょうがっこう）は、東京都新宿区百人町にある公立小学校。
ユネスコ協同学校として、国際理解、環境、人権・福祉に関する学習に工夫を凝らしている。パソコン機器の活用による情報活用能力、思考力、表現力の育成、「読み聞かせ」等のボランティア支援による授業なども行っている。

## 沿革
- 1951年（昭和26年）
  - 9月1日 - 戸山小学校と戸塚第三小学校より児童822人を移籍して開校[1]。
  - 10月25日 - 開校式を挙行し、この日（10月25日）を開校記念日に制定。校章を制定[1]。
- 1952年（昭和27年）2月17日 - 校歌を制定[1]。
- 1963年（昭和38年）
  - 2月25日 - 体育館を落成[1]。
  - 9月5日 - プールを落成[1]。
- 2016年（平成28年）4月1日 - 地域協働学校に指定[1]。

## 教育目標
- 明るい子：温かい心でみんなに親切にする、誰とでも協力し、進んで仕事をする
- 考える子：進んで問題に取り組み工夫して解決する、自分の行動をよく反省し改めようとする
- 強い子：進んでじょうぶな体に鍛える。最善をつくしねばり強く実行する

## アクセス

### 鉄道
- 高田馬場駅（東日本旅客鉄道〈JR東日本〉山手線・西武新宿線）から徒歩で8分
- 新大久保駅（JR山手線）から徒歩で10分
- 大久保駅（JR中央・総武緩行線）から徒歩で12分

出典：